# 红心柯
红心柯（学名：Lithocarpus carolinae）为壳斗科柯属下的一个种。

## 扩展阅读
- 維基物種上的相關：红心柯